# Norbert Dedeckere
Norbert Dedeckere (né le 23 novembre 1948 à Stene et mort le 17 janvier 2015 à Bruges) est un coureur cycliste belge. Spécialisé en cyclo-cross, il en a été champion du monde amateur en 1972.

## Palmarès
- 1969-1970
  - 2e du championnat de Belgique de cyclo-cross amateurs
  -  Médaillé de bronze du championnat du monde de cyclo-cross amateurs
- 1970-1971
  - 3e du championnat de Belgique de cyclo-cross amateurs
- 1971-1972
  -  Champion du monde de cyclo-cross amateurs
  - 3e du championnat de Belgique de cyclo-cross amateurs
- 1972-1973
  - 2e du championnat de Belgique de cyclo-cross amateurs
  - 4e du championnat du monde de cyclo-cross amateurs
- 1973-1974
  - Champion de Belgique de cyclo-cross amateurs
  - Noordzeecross
  - Druivencross
- 1974-1975
  - 3e du championnat de Belgique de cyclo-cross amateurs
- 1975-1976
  - Noordzeecross
  - Druivencross
  - Duinencross
  - 2e du championnat de Belgique de cyclo-cross amateurs
- 1976-1977
  - Noordzeecross
  - Duinencross
- 1977-1978
  - 3e du championnat de Belgique de cyclo-cross amateurs